# Chamaecelyphus gutta
Chamaecelyphus gutta är en tvåvingeart som först beskrevs av Speiser 1910.  Chamaecelyphus gutta ingår i släktet Chamaecelyphus och familjen Celyphidae. Inga underarter finns listade i Catalogue of Life.